# Sage Creek (Shoshone River, Big Horn County)
Der Sage Creek ist ein etwa 107 km langer, linker Nebenfluss des Shoshone River in den US-Bundesstaaten Montana und Wyoming.

## Verlauf
Der Sage Creek entspringt inmitten der Pryor Mountains, einer kleinen Bergkette im südöstlichen Carbon County in Montana, etwa 40 km südöstlich von Bridger und 25 km südlich von Pryor auf einer Höhe von etwa 2170 m. Von dort der fließt zunächst durch den Custer National Forest nach Nordwesten, verläuft in einem Bogen durch das Big Horn County und wendet sich nach Verlassen der Pryor Mountains nach Süden. Der Sage Creek erreicht das Bighorn Basin und folgt ab Warren dem Verlauf des U.S. Highway 310 sowie einer Bahnstrecke in südöstliche Richtung. Der Fluss erreicht das Big Horn County in Wyoming und folgt nun dem Verlauf von WYO-789/US-310 über Frannie und Deaver bis Cowley. Im weiteren Verlauf mäandriert der Fluss durch das Bighorn Basin, unterquert ein weiteres Mal den Wyoming Highway 789 und mündet nördlich von Lovell auf einer Höhe von 1167 m von links in den Shoshone River.

## Hydrologie
Der Sage Creek ist als Nebenfluss des Shoshone Rivers Teil des Einzugsgebietes des Bighorn Rivers, der über Yellowstone River, Missouri und Mississippi in den Golf von Mexiko entwässert. Das Einzugsgebiet des Sage Creek umfasst ein Areal von etwa 980 km² und grenzt an die Einzugsgebiete von Pryor Creek im Norden, Crooked Creek im Osten sowie Clarks Fork Yellowstone River im Westen. Der mittlere Abfluss am Pegel in Lovell beträgt 2,99 m³/s, die größten Abflüsse finden sich in den Monaten Juni, August und September.

## Belege
1. 1 2 3 4 5  Sage Creek. In: Geographic Names Information System. United States Geological Survey, United States Department of the Interior (englisch).
2. ↑  USGS 06285500 SAGE CREEK NEAR LOVELL, WY. Abgerufen am 13. Oktober 2024.